# Euchariusz
Euchariusz, Eucheriusz (Eucharius) – imię męskie pochodzenia greckiego. Oznacza „przyjazny”. Patronem imienia jest św. Euchariusz, który był pierwszym biskupem Trewiru pod koniec III wieku.
Forma oboczna: Euchary
Euchariusz imieniny obchodzi:
- 20 lutego, jako wspomnienie św. Eucheriusza z Orleanu,
- 16 listopada, jako wspomnienie św. Eucheriusza z Lyonu,
- 8 grudnia, jako wspomnienie św. Euchariusza z Trewiru.

Źródło
- Euchariusz (Eucheriusz) na DEON.pl (SJ i Wydawnictwo WAM)